# Motmot nain
Hylomanes momotula
Genre
Espèce
Statut de conservation UICN

 LC  : Préoccupation mineure
Le Motmot nain (Hylomanes momotula) est une espèce d'oiseau de à la famille des Momotidae, seule représentante du genre Hylomanes.
Son aire s'étend de manière interrompue du sud du Mexique au nord-ouest de la Colombie.

## Liste des sous-espèces
- Hylomanes momotula chiapensis Brodkorb, 1938
- Hylomanes momotula momotula Lichtenstein, 1839
- Hylomanes momotula obscurus Nelson, 1911